# Дрюри, Артур
 Артур Дрюри (англ. Arthur Drewry; 3 марта 1891, Гримсби, Северо-Восточный Линкольншир, Линкольншир — 25 марта 1961) — пятый президент ФИФА. Занимал пост президента с 1955 по 1961 год. Помимо этого, в это же время являлся председателем Футбольной ассоциации Англии, совмещая эту должность с постом руководителя Английской Премьер-Лиги.
Уже на протяжении последнего полугода нахождения у власти предыдущего президента ФИФА Рудольфа-Вильяма Селдрейерса, в связи с плохим его состоянием здоровья, Артур Друри номинально управлял организацией, официально же англичанин вступил в должность 9 июня 1956 года. В 1958 г. он открывал 6-й чемпионат мира в Швеции. Скончался в возрасте 70 лет.